# Piotr Siuda
Piotr Siuda – polski socjolog, dr hab. nauk społecznych, profesor uczelni Wydziału Nauk o Kulturze Uniwersytetu Kazimierza Wielkiego w Bydgoszczy.

## Życiorys
W 2006 ukończył studia socjologiczne na Uniwersytecie Gdańskim, 11 października 2011 obronił pracę doktorską Kultury prosumpcji. O niemożności powstania globalnych i ponadpaństwowych społeczności fanów, 23 września 2019 habilitował się na podstawie pracy zatytułowanej Cykl publikacji pt. „Prosumpcja medialna - specyfika zjawiska w Polsce na poziomie odbioru i produkcji przekazów medialnych”.
Został zatrudniony na stanowisku adiunkta w Katedrze Socjologii, oraz prodziekana na Wydziale Administracji i Nauk Społecznych Uniwersytetu Kazimierza Wielkiego.
Jest profesorem uczelni na Wydziale Nauk o Kulturze Uniwersytetu Kazimierza Wielkiego w Bydgoszczy.